# Ophiomyia kwansonis
Ophiomyia kwansonis är en tvåvingeart som beskrevs av Mitsuhiro Sasakawa 1961. Ophiomyia kwansonis ingår i släktet Ophiomyia och familjen minerarflugor. Inga underarter finns listade i Catalogue of Life.